# Adrian Dumitru Popescu-Necșești
Adrian Dumitru Popescu-Necșești (n. 14 aprilie 1924, Oradea – d. 20 iulie 1998, București)  a fost un politician român, senator în Parlamentul României în legislatura 1992-1996, ales în județul Caraș-Severin pe listele partidului PNL-CD (Partidul Național Liberal-Convenția Democrată). Adrian Dumitru Popescu-Necșești a fost un senator neafiliat politic începând din luna septembrie 1995.
Adrian Dumitru Popescu-Necșești a fost membru în Comisia Senatorială de cercetare a evenimentelor din decembrie 1989. Adrian Dumitru Popescu-Necșești a fost membru în comisia economică, industrii și servicii precum și în comisia pentru buget, finanțe, activitate bancară și piața de capital.